# Synema illustre
Synema illustre är en spindelart som beskrevs av Eugen von Keyserling 1880. Synema illustre ingår i släktet Synema och familjen krabbspindlar.
Artens utbredningsområde är Peru. Inga underarter finns listade i Catalogue of Life.